# Physarum aeneum
Physarum aeneum ist eine Schleimpilz-Art aus der Ordnung der Physarida. Sie ist eine der wenigen Schleimpilz-Arten, die vor allem in den Tropen und Subtropen zu finden sind.

## Merkmale
Das Plasmodium von Physarum aeneum ist schwarz, die Fruchtkörper sind zumeist über mehrere Zentimeter hin ausgedehnte und in Gruppen sich häufende, sogenannte Plasmodiokarpe, die einfach, verzweigt oder netzförmig ausgebildet sein können. Sie sind von rosa bis braun, helloliv, grau oder bronzefarben gefärbt, haben eine glänzende oder schillernde Oberfläche und einen Durchmesser von 0,3 bis 0,4 Millimeter. Oft sind die Plasmodiokarpe noch umgeben von ungestielten, annähernd runden Sporangien.
Der häutige Hypothallus ist kaum einmal größer als das Plasmodiokarp und dunkelbraun bis schwärzlich. Das Peridium ist doppellagig: die gelegentlich Kalkknötchen aufweisende äußere Lage ist spröde, knorpelig, runzlig und glänzend bis matt, die häutige innere Lage schillernd.
Das netzförmige, dichte Capillitium besteht aus durchsichtigen Fäden, die kleine, rundliche bis eckige, hellgelb bis mittelbraun, gelegentlich weißlich gefärbte Kalkknötchen miteinander verbinden. Die im Durchmesser 7 bis 9 (selten 6 bis 10) Mikrometer messenden, fast glatten bis fein stachligen Sporen sind in der Masse braun, einzeln im Durchlicht blass violett oder violettbraun, gelegentlich finden sich darauf Gruppen größerer, dunkler Warzen.

## Verbreitung
Physarum aeneum ist heimisch in Nordamerika, auf den Westindischen Inseln und in Südamerika. Ein Einzelfund existiert aus Taiwan. Die Art besiedelt Totholz und Laub, auf Haufen hellbraunen Laubes bilden sie häufig größere Kolonien auffälliger, dunkelbrauner Netzwerke.

## Systematik
Der Holotyp wurde 1896 oder 1897 auf Dominica auf Palmenblättern gesammelt, durch Arthur Lister 1898 als Varietät von Physarum murinum erstbeschrieben und von Robert Elias Fries 1903 als eigene Art aufgestellt.

## Nachweise
1. 1 2 3 4 5  Marie L. Farr: Myxomycetes. In: Flora Neotropica. Band 16. The New York Botanical Garden, New York 1976, ISBN 0-89327-009-1, S. 121.
2. ↑  Robert Hagelstein: The Mycetozoa of North America, 1944, S. 73
3. ↑  Chin-Hui Liu & Chao-Hsuan Chung: Myxomycetes Of Taiwan VII: Three New Records Of Physarum In: Taiwania 38: 91-98, 1993